# Peter Kerley
Sir Peter Kerley (né le 27 octobre 1900 à Dundalk en Irlande et mort le 15 mars 1979) est un radiologue irlandais.

## Biographie

### Enfance
Il est l'avant-dernier de 14 frères et sœurs. Son père est épicier et n'a pas assez de revenus pour assurer l'éducation de Peter qui va être pris en charge par son oncle, Augustin Henry.

### Études
En 1924, il part pour l'Université de Vienne pour y apprendre l'otorhinolaryngologie mais se passionne pour les travaux de Wilhelm Röntgen. 
Il obtient son doctorat de médecine en 1932 à l'University College de Dublin. 
Il devient directeur du service de radiologie de l'hôpital de Westminster (en) et également radiologue associé au London Chest Hospital (en). 
Il décrit pour la première fois plusieurs signes utilisés dans l'interprétation des radiographies du thorax : les lignes de Kerley.
Dans les années 1970, il est anobli par la reine Élisabeth II en reconnaissance de ses services notamment comme radiologue de la famille royale.

## Travaux
- (en) Peter Kerley, Recent advances in radiology, Londres, J. & A. Churchill, 1936, 2e éd., 322 p. (lire en ligne).
- (en) Seymour Cochrane Shanks et Peter Kerley, A Text-book of X-ray Diagnosis (lire en ligne).

## Distinctions
- Fellow of the Royal College of Physicians (FRCP), 1943
- Röntgen Prize du British Institute of Radiology[3], 1943
- Commandeur de l'Ordre royal de Victoria
- Commandeur de l'Ordre de l'Empire britannique, 1952
- Fellow du Collège royal des radiologistes (FRCR)